# David Attenborough: Život na naší planetě
David Attenborough: Život na naší planetě, v anglickém originále David Attenborough: A Life on Our Planet, je britský dokumentární film, jehož vypravěčem je David Attenborough. Film je „svědectvím“ Attenborougha, který sdílí své znepokojení nad současným stavem planety, kvůli vlivu lidstva na přírodu. Zároveň však přináší naději a praktické rady do budoucnosti. Dokument byl vydán na Netflixu 4. října 2020.
Ve stejné době vyšla ve Velké Británii kniha k filmu s názvem A Life on Our Planet: My Witness Statement and a Vision for the Future. Kniha vyšla v květnu 2021 i v češtině pod názvem Život na naší planetě: Mé svědectví a vize pro budoucnost (v nakladatelství Práh v překladu Jiřího Petrů).

## O filmu
Attenborough z Pripjati, oblasti opuštěné po jaderné katastrofě, vypráví svůj životní příběh. Předkládá nejrůznější záběry ze své kariéry a ukazuje, jak se planeta během jeho života změnila. Attenborough již od svého dětství rád zkoumal přírodu, zejména ho zajímaly fosilie. Jeho dokumentaristická kariéra začala v padesátých letech minulého století, kdy začal pracovat pro britskou veřejnoprávní stanici BBC. Navštívil místa jako africký národní park Serengeti, kde zvířata pro přežití potřebují rozlehlé pastviny. Postupem času si v přírodě všiml úbytku divoké zvěře při hledání orangutanů nebo jiných zvířat, které se měly objevovat v jeho přírodopisných dokumentech. Oblasti Arktidy nebo Antarktidy se kvůli tání ledovců se lišily od toho, co filmovací štáb očekával. Příčinami jsou antropogenní změna podnebí a ztráta biodiverzity, které tlačí planetu k hromadnému vyhynutí.
Attenborough popisuje film jako své „svědectví“. Ukazuje, co by se mohlo stát s planetou v průběhu života, který začíná v roce 2020 a bude trvat stejně dlouho jako jeho vlastní, pokud bude lidská činnost pokračovat beze změny. Amazonský prales by se mohl přeměnit na savanu; Arktida by mohla v létě ztratit veškerý led; korálové útesy by mohly vymřít; zemědělské přetěžování půdy by mohlo způsobit hladomor. Tyto nevratné události by způsobily masové vyhynutí a dále by zhoršily současnou změnu klimatu.
Attenborough však popisuje opatření, která by tomu mohla zabránit a bojovat proti změně klimatu a ztrátě biologické rozmanitosti. Tvrdí, že toto řešení „nám celou dobu hledí do tváře. Abychom obnovili stabilitu naší planety, musíme obnovit její biodiverzitu. Tu věc, kterou jsme odstranili.“ Navrhuje, aby se všechny země vymanily z chudoby, byla poskytnuta všeobecná zdravotní péče a zlepšilo se vzdělávání dívek. Tím by se stabilizovala a postupně snižovala stále rostoucí lidská populace. Obnovitelná energie, jako je sluneční, větrná, vodní a geotermální energie, by mohla udržitelně pokrýt veškerou spotřebu lidské energie. Ochrana třetiny pobřežních oblastí před rybolovem by mohla umožnit udržovat stabilní populaci ryb a zbývající oblast by byla pro lidskou spotřebu dostatečná. Lidé, kteří nejí nebo omezují maso, by mohli umožnit mnohem účinnější využívání půdy. Attenborough uvádí jako dobrý případ Kostariku, kde proběhla vládní intervence, která způsobila zastavení odlesňování; dále regulaci rybolovu na Palau a lepší využití půdy v Nizozemsku.

## Přijetí
Dokument byl velmi pozitivně přijat jak diváky, tak i filmovými kritiky. 
Patrick Cremona z Radio Times dal filmu pět z pěti hvězdiček, shledal jej „zcela odlišným“ od Attenboroughových předchozích děl a chválil jeho „míchání děsivého odsouzení“ zacházení člověka s přírodou a „nadějného a inspirativního manifestu, jak řešit klimatickou krizi“. Ed Potton z The Times, který jej hodnotil čtyřmi z pěti hvězdiček, ve své recenzi kvitoval vyobrazení zvířat a Attenboroughovu „intimitu“ a „autoritu“, ale naznačil, že bylo možné ukázat více Attenboroughova osobního života. Emma Clarke z London Evening Standard konstatovala, že „je nezbytné se na film podívat“. Natalia Winkelman z The New York Times ocenila „úžasné záběry přírody“ a srovnání mezi prosperujícími a umírajícími ekosystémy.